# Cupa României 1973-1974
La Cupa României 1973-1974 è stata la 36ª edizione della coppa nazionale disputata tra il 21 novembre 1973 e il 21 giugno 1974 e conclusa con la vittoria del Jiul Petroșani, al suo primo titolo.

## Formula
La competizione si svolse ad eliminazione diretta in gara unica.
Parteciparono le squadre delle serie inferiori e, a partire dai sedicesimi di finale, quelle della massima serie.
La vincitrice si qualificò alla Coppa delle Coppe 1974-1975

## Sedicesimi di finale
Gli incontri si disputarono il 21 novembre 1973.
| Squadra 1                    | Risultato | Squadra 2             |
| ---------------------------- | --------- | --------------------- |
| CSM Reșița                   | 2 - 1     | Politehnica Iași      |
| UTA Arad                     | 1 - 0     | Universitatea Craiova |
| Gloria Buzău                 | 1 - 2     | ASA Târgu-Mureș       |
| Delta Tulcea                 | 2 - 0 dts | Electroputere Craiova |
| Minerul Baia Mare            | 1 - 0     | Gloria Bistrița       |
| Rapid Bucarest               | 3 - 4 dr  | Chimia Rimnicu Vilcea |
| Șantierul Naval Oltenița     | 1 - 0     | Dinamo Bucarest       |
| Sportul Studențesc București | 5 - 0     | Dacia Orăștie         |
| Universitatea Cluj           | 6 - 0     | Stăruința Aleșd       |
| Sport Club Bacău             | 3 - 2 dr  | Steagul roșu Brașov   |
| FC Argeș Pitești             | 4 - 2     | CFR Cluj              |
| Petrolul Ploiești            | 2 - 0     | CFR Pașcani           |
| Politehnica Timișoara        | 3 - 2     | Farul Constanța       |
| Jiul Petroșani               | 2 - 1     | Partizanul Bacău      |
| Oltul Sfântu Gheorghe        | 1 - 0     | Știința Petroșani     |
| Steaua Bucarest              | 3 - 0     | Poiana Câmpina        |

## Ottavi di finale
Gli incontri si disputarono il 5 dicembre 1973.
| Squadra 1             | Risultato | Squadra 2                    |
| --------------------- | --------- | ---------------------------- |
| Chimia Rimnicu Vilcea | 1 - 0     | FC Argeș Pitești             |
| Jiul Petroșani        | 4 - 2     | Petrolul Ploiești            |
| Politehnica Timișoara | 3 - 1     | CSM Reșița                   |
| Delta Tulcea          | 3 - 0     | Șantierul Naval Oltenița     |
| Steaua Bucarest       | 3 - 1     | Sport Club Bacău             |
| Universitatea Cluj    | 1 - 0     | Oltul Sfântu Gheorghe        |
| ASA Târgu-Mureș       | 2 - 1 dts | Minerul Baia Mare            |
| UTA Arad              | 2 - 1     | Sportul Studențesc București |

## Quarti di finale
Gli incontri si disputarono il 15 maggio 1974.
| Squadra 1             | Risultato | Squadra 2          |
| --------------------- | --------- | ------------------ |
| Jiul Petroșani        | 1 - 0     | ASA Târgu-Mureș    |
| Politehnica Timișoara | 1 - 0     | Delta Tulcea       |
| Chimia Rimnicu Vilcea | 5 - 4 dr  | Universitatea Cluj |
| Steaua Bucarest       | 3 - 1     | UTA Arad           |

## Semifinali
Gli incontri si disputarono il 25 maggio 1974.
| Squadra 1             | Risultato | Squadra 2             |
| --------------------- | --------- | --------------------- |
| Jiul Petroșani        | 1 - 0     | Chimia Rimnicu Vilcea |
| Politehnica Timișoara | 3 - 1     | Steaua Bucarest       |

## Finale
La finale venne disputata il 23 giugno 1974 a Bucarest.
| Arbitro: | Victor Pădureanu (Bucarest) |

|                                                                 |           |                                    |
| Gheorghe Mulțescu 32’ 47’ Adalbert Rozsnyai 34’ Arpad Suciu 77’ | Marcatori | 44’ Simion Surdan 86’ Ionel Bungău |